# Сергеевское (Воронежская область)
Сергеевское — посёлок в Рамонском районе Воронежской области.
Входит в состав Комсомольского сельского поселения.

## География
Сергеевское расположено у дороге, являющейся ответвлением от трассы М4 «Дон».
В посёлке имеется две улицы — Зелёная и Полевая.

## История
Населённый пункт основан как небольшой хутор, относящийся к селу Березово.

## Население
| 2010 |
| ---- |
| 59   |